# Daouda Soulama
Daouda Soulama, né le 4 mars 1997 à Siniéna, est un coureur cycliste burkinabé.

## Biographie
Daouda Soulama commence le cyclisme durant sa jeunesse sur ses terres natales de Siniéna. En 2014, il remporte sa toute première course chez les amateurs. Il intègre par la suite le Rail Club du Kadiogo, implanté à Ouagadougou. Décrit comme un baroudeur, il participe au Tour de l'Espoir en 2018, avec la sélection nationale burkinabè. Il s'adjuge par ailleurs le classement des points chauds sur le Tour de Côte d'Ivoire en 2022,. 
En 2023, il change de club et rejoint l'AS Sonabel. Avec cette formation, il s'impose pour la première fois au niveau national chez les élites. Il termine également neuvième d'une étape du Tour du Bénin et douzième du Tour du Faso, sur le circuit de l'UCI Africa Tour. L'année suivante, il se classe notamment quatorzième du Tour du Mali. Il connait ensuite son jour de gloire lors de la saison 2025 en devenant champion du Burkina Faso, sous les couleurs de l'AJC Koudougou.

## Palmarès
- 2023
  - Grand Prix 14
- 2025
  -  Champion du Burkina Faso sur route
  - Tour de Siniéna